# استفان گراهام دیویس
استفان گراهام دیویس (انگلیسی: Stephen G. Davies؛ زادهٔ ۲۴ فوریهٔ ۱۹۵۰) یک شیمیدان اهل بریتانیا است.